# Ola Gjeilo
Ola Gjeilo (Skui, Noruega, 5 de maio de 1978) é um compositor e pianista norueguês que reside nos Estados Unidos.
Escreve música coral e compôs obras para piano e orquestras sinfónicas. Publica com a Walton Music, Edition Peters e Boosey and Hawkes.

## Biografia
Ola Gjeilo nasceu em 5 de maio de 1978 em Skui (Noruega), filho de Inge e Anne-May Gjeilo. Começou a tocar piano e compor quando tinha cinco anos e aprendeu a ler música aos sete anos de idade. Gjeilo estudou composição clássica com Wolfgang Plagge. Fez estudos universitários na Academia Norueguesa de Música de 1999 a 2001, e continuou na Escola Juilliad (Juilliard School) em 2001, estudando também no Royal College of Music de Londres de 2002 a 2004 para obter o diploma em composiçãon. De 2004 a 2006 continuou a sua formação musical na Juilliard donde e completou um mestrado em composição em 2006. De 2009 a 2010, Gjeilo foi compositor residente do Coro de Phoenix (Phoenix Chorale).
Atualmente reside em Manhattan e trabalha como compositor independente. É ainda compositor residente dos Voces8.

## Principais composições
- Northern Ligths para coro.
- Sunrise Mass, orquestrada para cordas e coro.[5]
- Dreamweaver, para coro, piano e orquestra de cordas. O texto é retirado de uma balada popular medieval da Noruega, Draumkvedet, traduzida para inglês por Charles Anthony Silvestri, um dos seus colaboradores habituais.[6]
- The River, para coro, piano e quarteto de cordas. Obra de 2016 para a Brock Commission, da Associação de Diretores de Coro Americanos (American Choral Directors Association) que premeia «ym reconhecido compositor para que escreva uma composição coral para perpetuar o reportório coral de qualidade».[7][8]

## Discografia
Nota: Piano interpretado por Ola Gjeilo em todos os álbuns.
Coral:
- Winter Songs (Decca Classics, 2017) (com Choir of Royal Holloway e 12 coros adicionais)[9]
- Ola Gjeilo (Decca Classics, 2016) (com Voces8, Tenebrae, e a Chamber Orchestra of London)[10]
- Northern Lights (Chandos, 2012) (com Phoenix Chorale)
- Dark Night of the Soul (Walton Music, 2010) (com  Phoenix Chorale)

Piano:
- Night (Decca, 2020)[11]
- Piano Improvisations (2L, 2012)[12]
- Stone Rose (2L, 2007)[13]